# Sharlto Copley
Sharlto Copley (Pretoria, 27 novembre 1973) è un attore sudafricano.
È noto principalmente per aver interpretato il protagonista Wikus van der Merwe nel film di fantascienza District 9 (2009). Oltre che in District 9, ha collaborato con il regista Neill Blomkamp nei film Alive in Joburg (2005), Elysium (2013) e Humandroid (2015). Si ricordano anche i suoi ruoli in A-Team (2010), Maleficent (2014) e Hardcore! (2015).

## Biografia
Copley nasce a Pretoria, in Sudafrica, il 27 novembre 1973. Suo padre è il dottor Bruce Copley, ex docente universitario ed ora un divulgatore olistico. Suo fratello, Donovan, è il frontman della band sudafricana Hot Water, il cui pezzo Bushfire è noto per essere stato utilizzato in una pubblicità del 2007 di Primigi. Copley frequenta la Redhill High School, alla periferia di Johannesburg, dal 1987 al 1991. In quegli anni viene coinvolto in varie produzioni amatoriali sia di teatro, sia di cinema e grazie a questo interesse incontra il suo futuro socio d'affari Simon Hansen.

Dopo aver abbandonato gli studi si trasferisce a Città del Capo, dove assieme ad Hansen costituisce una società di produzione che diviene presto parte del consorzio TV Midi, per la licenza di trasmissione del canale sudafricano e.tv. In seguito incontra Neill Blomkamp, che Copley assume come designer in computer-grafica. In questi anni dirige spot pubblicitari, video musicali e cortometraggi. Nel 2005, assieme ad Hansen, produce il cortometraggio di Blomkamp Alive in Joburg, di cui è anche interprete in una piccola parte. In seguito co-sceneggia e co-dirige due cortometraggi che vengono presentati al Festival di Cannes 2005. Nel 2008 Copley e Hansen scrivono, dirigono e producono il thriller soprannaturale Spoon, interpretato da Darren Boyd e Rutger Hauer, previsto per il 2011 e mai distribuito.

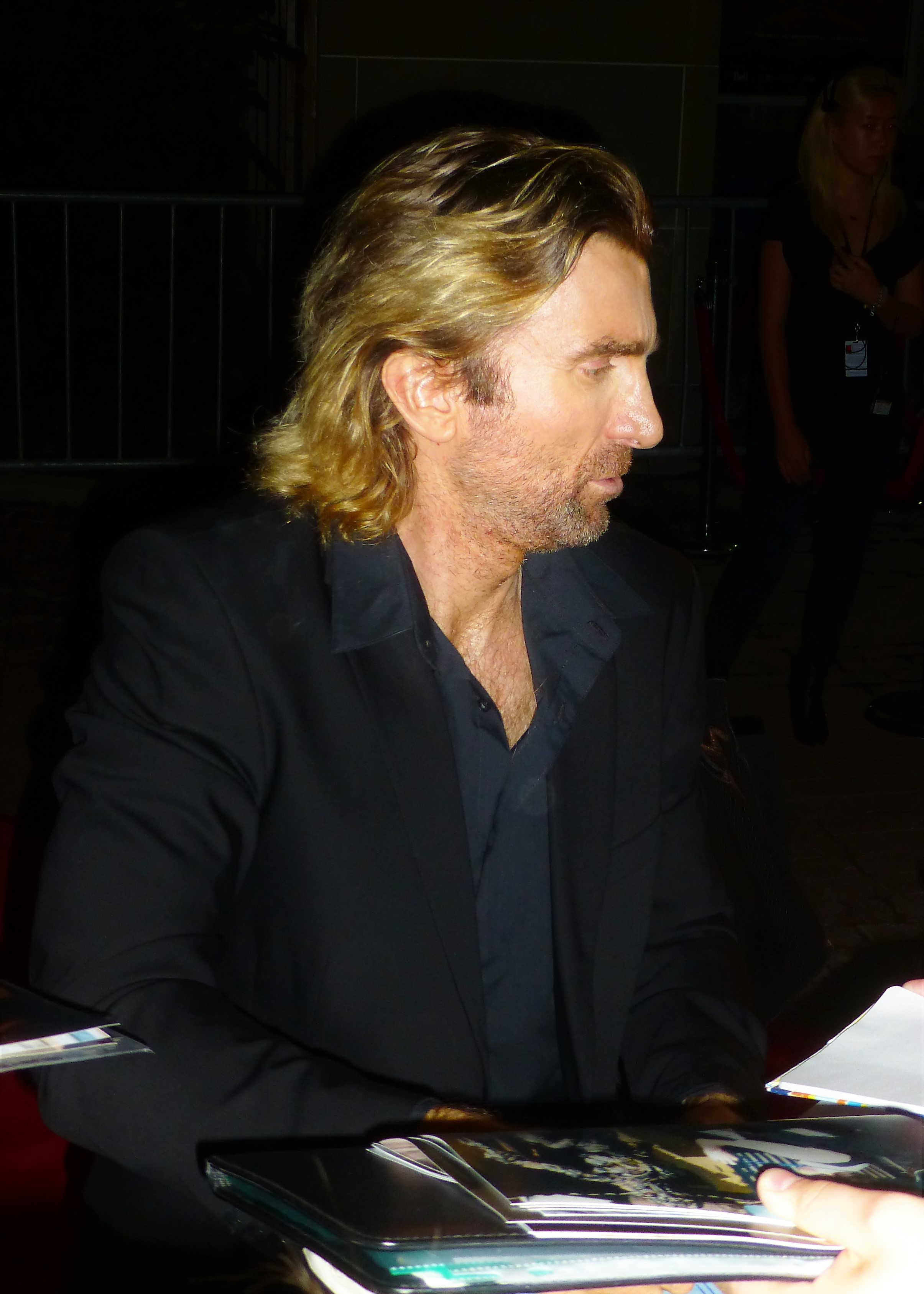
Copley al Toronto International Film Festival 2016.

Nel 2009 Blomkamp, sotto la produzione di Peter Jackson, dirige il film di fantascienza District 9, espandendo l'idea del suo Alive in Joburg. Blomkamp affida a Copley la parte del protagonista, il burocrate Wikus van der Merwe. L'attore improvvisa tutte le sue battute nel film. Nonostante non avesse mai recitato professionalmente prima di allora, Copley riceve il plauso della critica per la sua performance, che gli fa vincere diversi premi, tra cui due IGN Summer Movie Award. Grazie al successo di District 9, Copley guadagna una certa visibilità, tanto da ottenere nel 2010 la parte di Murdock nell'adattamento cinematografico della serie televisiva A-Team al fianco di Liam Neeson, Bradley Cooper e Quinton Jackson. Dwight Schultz, interprete originale del personaggio, ha lodato personalmente la performance di Copley.
Lo stesso anno, in occasione dei South African Film and Television Awards, Copley scrive, dirige e produce un cortometraggio umoristico mandato in onda all'interno della cerimonia, intitolato Wikus and Charlize: nel corto, Copley riveste i panni di Wikus mentre cerca di convincere la sudafricana Charlize Theron a presentare con lui la cerimonia. Nel 2013 recita nella parte dello psicopatico mercenario Kruger in Elysium di Blomkamp, nel ruolo dell'astronauta James Corrigan in Europa Report e nella parte che fu di Yoo Ji-tae in Oldboy di Spike Lee, remake dell'omonimo film coreano del 2003. Nel 2014 recita al fianco di Angelina Jolie in Maleficent, dove interpreta il ruolo di Re Stefano, padre della bella addormentata. Dal 2015 al 2016 interpreta il protagonista Christian Walker nella serie televisiva Powers.

### Vita privata
Dal gennaio 2012 è legato sentimentalmente all'attrice, modella e truccatrice sudafricana Tanit Phoenix. I due si sono sposati il 15 febbraio 2016 a Città del Capo ed hanno una figlia, nata nell'agosto del 2017. Copley risiede con la moglie alternativamente a Città del Capo e a Los Angeles.

## Filmografia

### Attore

#### Cinema
- Alive in Joburg, regia di Neill Blomkamp – cortometraggio (2005)
- Yellow, regia di Neill Blomkamp – cortometraggio (2006)
- District 9, regia di Neill Blomkamp (2009)
- Wikus and Charlize – cortometraggio (2010)
- A-Team (The A-Team), regia di Joe Carnahan (2010)
- Europa Report, regia di Sebastián Cordero (2013)
- Elysium, regia di Neill Blomkamp (2013)
- Open Grave, regia di Gonzalo López-Gallego (2013)
- Oldboy, regia di Spike Lee (2013)
- Maleficent, regia di Robert Stromberg (2014)
- Hardcore! (Hardcore Henry), regia di Il'ja Najšuller (2015)
- Humandroid (Chappie), regia di Neill Blomkamp
- The Hollars, regia di John Krasinski (2016)
- Free Fire, regia di Ben Wheatley (2016)
- God: Serengeti, regia di Neill Blomkamp – cortometraggio (2017)
- Truffatori in erba (Gringo), regia di Nash Edgerton (2018)
- The Last Days of American Crime, regia di Olivier Megaton (2020)
- Ted K, regia di Tony Stone (2021)
- Beast, regia di Baltasar Kormákur (2022)
- Boy Kills World, regia di Moritz Mohr (2023)
- Monkey Man, regia di Dev Patel (2024)
- Capi di Stato in fuga (Heads of State), regia di Il'ja Najšuller (2025)

#### Televisione
- Powers – serie TV, 20 episodi (2015-2016)

### Doppiatore
- Humandroid (Chappie), regia di Neill Blomkamp (2015)
- Payday 2 – videogioco (2016)

### Produttore
- Alive in Joburg, regia di Neill Blomkamp – cortometraggio (2005)
- Wikus and Charlize – cortometraggio (2010)
- Hardcore! (Hardcore Henry), regia di Il'ja Najšuller (2015) - produttore esecutivo

### Regista e sceneggiatore
- Wikus and Charlize – cortometraggio (2010)

## Doppiatori italiani
Nelle versioni in italiano delle opere in cui ha recitato, Sharlto Copley è stato doppiato da:
- Luigi Ferraro in Elysium, Hardcore!
- Giorgio Borghetti in Powers, The Hollars
- Alberto Bognanni in Free Fire, Boy Kills World
- Simone D'Andrea in Beast, Monkey Man
- Vittorio De Angelis in District 9
- Vittorio Guerrieri in A-Team
- Roberto Certomà in Open Grave
- Franco Mannella in Oldboy
- Loris Loddi in Maleficent
- Riccardo Lombardo in Truffatori in erba
- Christian Iansante in Ted K
- Raffaele Carpentieri in The Last Days of American Crime

Da doppiatore è sostituito da: 
- Edoardo Stoppacciaro in Humandroid

## Premi e candidature
- 2009 - IGN Summer Movie Award al miglior eroe per District 9[9]
- 2009 - IGN Summer Movie Award alla miglior interpretazione dell'anno per District 9[10]
- 2010 - Candidato all'Empire Awards per il miglior debutto per District 9
- 2010 - Candidato all'MTV Movie Award alla performance più terrorizzante per District 9[18]